# ProjeKct Six
ProjeKct Six er en af gruppen King Crimsons biprojekter og en del af den ProjeKct-række, som den mere "mainstream" King Crimson bruger som forsøgsværksted.